# Георг-Вилхелм Постел
Георг – Вилхелм Постел (на немски: Georg-Wilhelm Postel) (1896 – 1953) е немски генерал-лейтенант от Вермахта по време на Втората световна война.
Постел е бил пленен на 30 август 1944 г., след капитулацията на Румъния и е починал в ареста на 91 г. през 1953 г.

## Награди
- Железен кръст – II и I степен (1914 г.)
- Кръст на честта
- Сребърна пластинка към Железния кръст II и I степен (1939 г.)
- Значка за раняване – сребърна (1939 г.)
- Пехотна щурмова значка – сребърна
- Източен фронт (медал)
- Германски кръст – Златен (28 февруари 1942 г.)
- Рицарски кръст с дъбови листа и мечове
  - Носител на Рицарски кръст (9 август 1942 г.)
  - Носител на дъбови листа №215 (28 март 1943 г.)
  - Носител на мечове №57 (8 юли 1944 г.)
- Споменат три пъти във Вермахтберихт (14 февруари 1943, 19 януари 1944, 31 август 1944 г.)